# كريستوفر ليكابينوس
كريستوفر ليكابينوس أو ليكبينوس (باليونانية: Χριστόφορος Λακαπηνός)‏ كان الابن الأكبر للإمبراطور رومانوس الأول ليكابينوس (حكم من 920 إلى 944) والإمبراطور المشارك للإمبراطورية الرومانية الشرقية من 921 حتى وفاته في 931. أعطي كريستوفر منصب هتيراتريا (Hetaireia) (قائد حرس القصر) في ربيع 919، بعد أن تولى رومانوس منصب بازيلكيوتير (Basileopator). رومانوس، من أجل إعطاء عائلته أسبقية على السلالة المقدونية، أقام كريستوفر للإمبراطور المشارك في 21 مايو 921. في عام 928 حاول والد زوجة كريستوفر، نيكيتاس، دون جدوى تحريض كريستوفر على خلع والده، مما أدى إلى نفي نيكيتاس. توفي كريستوفر في أغسطس 931 ، خلفه والده واثنين من أشقائه، أسطفان ليكابينوس وقسطنطين ليكابينوس، وقسطنطين السابع. في ديسمبر 944 أطاح أخوته بوالده ونفوه، إلا أنهم هم أنفسهم نفوا لمحاولاتهم إقصاء قسطنطين السابع.